# Bitwa pod Gorlicami
Bitwa pod Gorlicami – bitwa podczas I wojny światowej. Walki pozycyjne pod Gorlicami trwały prawie pół roku, ale decydujące starcie rozpoczął niespodziewany atak wojsk niemieckich i austro-węgierskich 2 maja 1915. W dniach 2–5 maja 1915 pod Gorlicami został przerwany front rosyjski.
W najnowszych opracowaniach popularyzatorskich bitwa ta jest określana także jako „małe Verdun”. Bitwa pod Verdun odbyła się później od bitwy pod Gorlicami i zakończyła się właściwie klęską Państw Centralnych, zaś bitwa pod Gorlicami zwycięstwem armii niemieckiej i austro-węgierskiej. Można uznać, że operacja gorlicka stanowiła wręcz zaprzeczenie koncepcji, która doprowadziła do niemiecko-francuskich zmagań pod Verdun, ponieważ – odmiennie od walk na froncie zachodnim w 1916 – zmierzała nie do wyczerpania zasobów ludzkich i materiałowych przeciwnika, a do rozstrzygnięcia kampanii w drodze głębokiego przełamania frontu. Bitwa gorlicka stanowi również jeden z nielicznych podczas tej wojny przykładów ofensywy, która doprowadziła do przełamania ustabilizowanej linii frontu i jednocześnie do wytworzenia zupełnie nowej sytuacji strategicznej, przenosząc w krótkim czasie działania wojenne na odległość kilkuset kilometrów. Podobny sukces udało się powtórzyć po ponad dwóch latach również siłom niemiecko-austriackim podczas bitwy pod Caporetto. Zadatki na równie skuteczne w skali strategicznej przełamanie miała również ofensywa Brusiłowa, jednakże w jej wypadku, dzięki ściągnięciu przez państwa centralne sił z innych frontów, sytuacja została opanowana i nie sposób traktować jej jako punktu zwrotnego w wojnie.

## Sytuacja operacyjno-strategiczna
Wiosna 1915 miała decydujące znaczenie dla dalszego przebiegu I wojny światowej. Dowództwo niemieckie postanowiło w 1915 uderzyć na armię rosyjską z taką siłą, żeby zmusić Rosję do wycofania się z wojny. Początkiem operacji zaczepnych miały być uderzenia w Galicji, a w pierwszej kolejności przerwanie frontu pod Gorlicami. 11. Armii niemieckiej generała Mackensena (10 dywizji piechoty i 1 dywizja kawalerii) i 4. Armii austro-węgierskiej księcia Józefa Ferdynanda (6 dywizji piechoty i 1 dywizja kawalerii), pod naczelnym dowództwem generała Mackensena, postawiono zadanie przerwania rosyjskiego Frontu Południowo-Zachodniego pod dowództwem generała Nikołaja Iwanowa na odcinku Gorlice – Gromnik, okrążenie i zniszczenie 3. Armii rosyjskiej generała D.P. Radko-Dmitriewa (ponad 18 dywizji piechoty i 6 dywizji kawalerii), a następnie rozwijanie natarcia w kierunku na Przemyśl i dalej na Lwów. Na 35-kilometrowym odcinku głównego uderzenia (przełamania) niemiecko-austriackie wojska liczyły 10 dywizji piechoty i 1 dywizję kawalerii (około 126 tysięcy żołnierzy), 457 lekkich i 157 dział ciężkich oraz 96 moździerzy. Rosjanie na tym odcinku posiadali ponad 5 dywizji piechoty (60 tysięcy żołnierzy), 141 lekkich i 4 ciężkie działa. Rosjanie posiadali niepełne stany osobowe w swoich dywizjach i brakowało im amunicji artyleryjskiej.

## Wojna w Beskidzie Niskim i Bieszczadach
Monarchia austro-węgierska znajdowała się w krytycznym położeniu, jej armia została zepchnięta przez ofensywę rosyjską na linię Karpat. Galicja była stracona, z wyjątkiem jej zachodniego skrawka z Krakowem. Nacierające wojska rosyjskie próbowały oskrzydlić z obu stron krakowską twierdzę, jednakże zostały rozbite przez armię austro-węgierską w bitwach pod Krakowem (16–25 listopada 1914) i Limanową (2–11 grudnia 1914). Dowództwo rosyjskie porzuciło zamiar ofensywy na Kraków, a za swój główny cel przyjęło sforsowanie Karpat. Gdyby wojska carskie przedostały się przez doliny i przełęcze górskie na Równinę Węgierską, gdzie mogłyby w pełni wykorzystać swoją przewagę liczebną, los państwa Habsburgów byłby przesądzony. Z początkiem lutego 1915 armia rosyjska przełamała front we wschodniej części Beskidu Niskiego i była o krok od osiągnięcia celu. 3 Armia austriacka straciła blisko 80 tysięcy ludzi. W marcu Austriacy podjęli nieskuteczną próbę odblokowania twierdzy Przemyśl. Natarcie ugrzęzło pod Baligrodem wśród burzy śnieżnej. W walkach tych obie strony angażowały resztki sił i ponosiły ciężkie straty. Ostatnia ofensywa rosyjska w tej kampanii ruszyła 1 kwietnia, lecz i ona nie przyniosła rozstrzygnięcia. Wzmocnieni dywizjami zwolnionymi po upadku Przemyśla, kosztem kilkudziesięciu tysięcy żołnierzy, Rosjanie zdołali wedrzeć się na głębokość ponad 30 km na terytorium Królestwa Węgier. W kampanii karpackiej zostało zabitych lub rannych przeszło 1,2 mln żołnierzy rosyjskich oraz 800 tysięcy żołnierzy wojsk austro-niemieckich.

## Przed bitwą

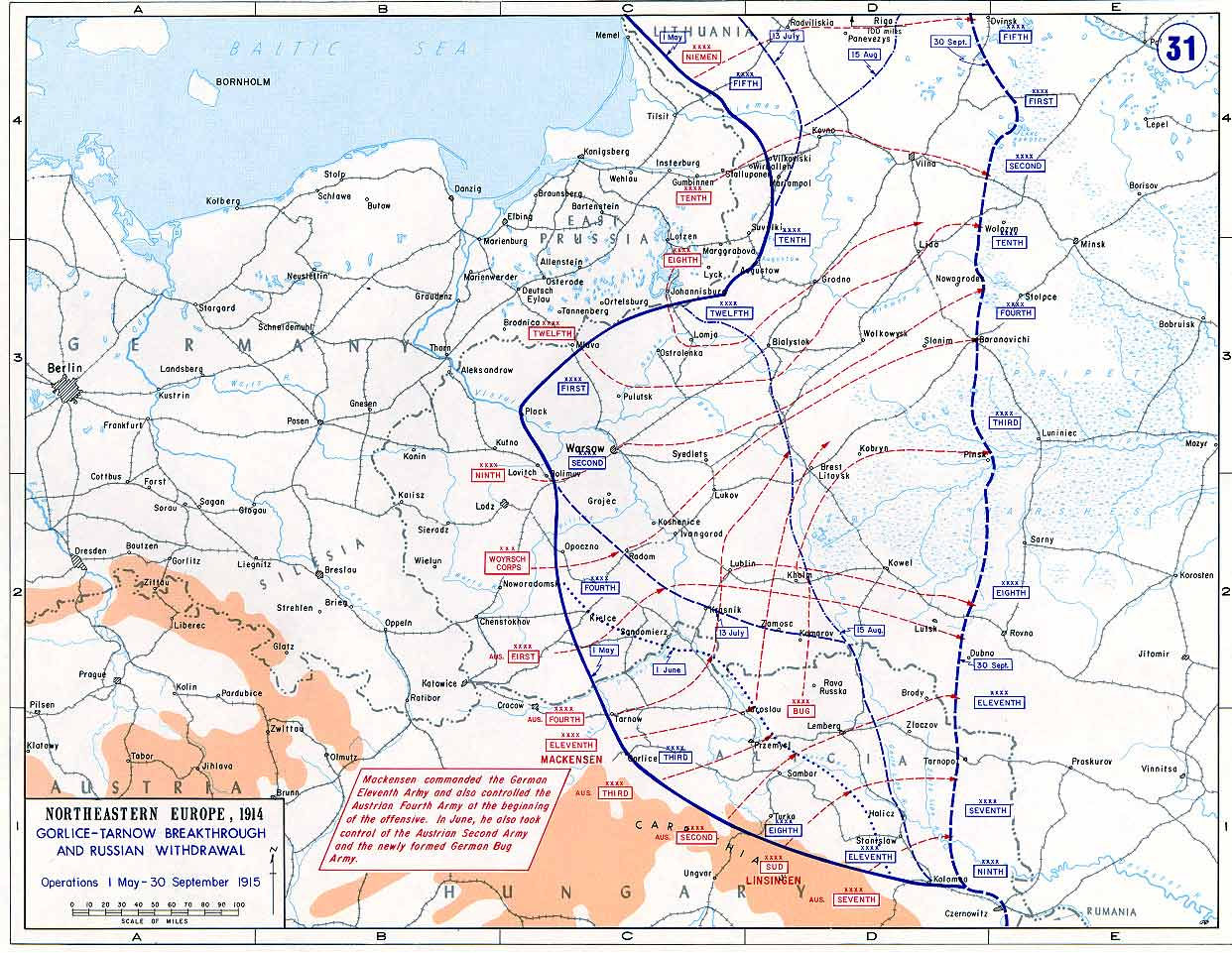
Przesunięcie frontu wschodniego w wyniku bitwy pod Gorlicami. Linia ciągła – front w maju 1915, linia przerywana – front we wrześniu tego samego roku

Dowództwo austro-węgierskie dostrzegło możliwość kontruderzenia na skrzydle rosyjskim pomiędzy Wisłą a Karpatami, osłabionym wskutek odesłania części jednostek do walk w górach. Jednak brakowało rezerw, wojsko było zdziesiątkowane. Trzeba było zwrócić się o pomoc do sojusznika i wyrazić zgodę na objęcie dowództwa przez sztab niemiecki. Niemcy skierowali na front galicyjski siły dwukrotnie większe od tych, o które ubiegali się Austriacy: zamiast czterech dywizji – osiem, wśród nich elitarny korpus gwardii pruskiej. Już 13 kwietnia został zatwierdzony plan ofensywy, a 28 kwietnia wojska niemieckie zajęły wyznaczone pozycje. Główne uderzenie, pomiędzy Ropicą Ruską a Rzepiennikiem Strzyżewskim, miała wykonać 11 Armia, w skład której obok 8 dywizji niemieckich wchodził VI korpus austriacki. Jej dowódcy podporządkowano także 4 Armię austro-węgierską arcyksięcia Józefa Ferdynanda, która atakowała dalej na północy z rejonu Gromnika i Zakliczyna na Jodłówkę i Tuchów. Południowe skrzydło stanowił X korpus z 3 Armii austriackiej, którego cztery słabe liczebnie dywizje miały nacierać ze stoków Magury Małastowskiej na Przegoninę i Bartne. Łącznie do przełamania frontu wyznaczono 18 dywizji piechoty i jedną kawalerii, liczących w sumie około 217 tysięcy żołnierzy. Wspierać natarcie miała niespotykana dotąd na froncie wschodnim siła ogniowa: ponad 1100 dział i moździerzy.
Po stronie rosyjskiej broniła się 3 Armia, licząca wprawdzie aż 17 dywizji piechoty i 6 dywizji kawalerii, lecz rozciągnięta na długim froncie od Wisły na północ od Tarnowa po Przełęcz Łupkowską i wyczerpana zimowymi walkami. Łącznie w rejonie Gorlic Rosjanie w początkowym okresie walk mieli nie więcej niż 80 tysięcy żołnierzy i około 200 dział. Przeciwnik miał więc ponad dwukrotną przewagę w ludziach i pięciokrotną w broni ciężkiej. Pewnym atutem obrońców były jedynie rozbudowane umocnienia polowe.

## Dowództwo

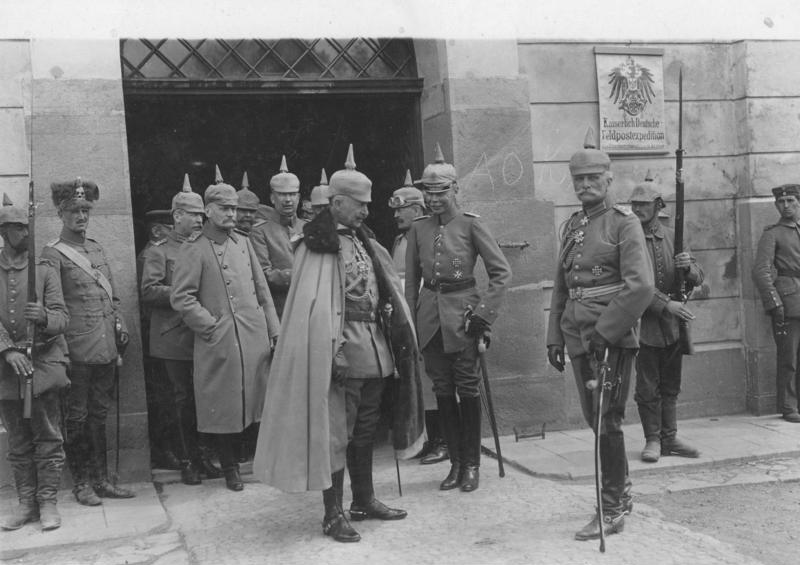
Cesarz Wilhelm II Hohenzollern wizytuje 11 Armię, 1915 w Rzeszowie

Na czele 3 Armii rosyjskiej stał Radko Dimitrijew, Bułgar, generał piechoty w armii rosyjskiej. W czasie I wojny światowej dowodził kolejno: 8 Korpusem Armijnym, 3 Armią, 12 Armią i Ryskim Rejonem Umocnionym.
Dowódcą 11 Armii niemiecko-austriackiej został generał August von Mackensen, jeden z najwybitniejszych niemieckich generałów I wojny światowej. W jego karierze także pojawia się motyw bułgarski: w kilkanaście miesięcy po bitwie gorlickiej dowodził wojskami niemiecko-bułgarskimi, zwycięsko atakującymi rumuńską Dobrudżę. Jego szefem sztabu był pułkownik Hans von Seeckt, w przyszłości jeden z głównych twórców Wehrmachtu i teoretyk wojny błyskawicznej.
Autorem pomysłu przełamania frontu w rejonie Gorlic był Franz Conrad von Hötzendorf – szef Sztabu Generalnego armii austro-węgierskiej, któremu August von Mackensen, jako dowódca 11 Armii, podlegał służbowo w czasie operacji gorlickiej. Franz Conrad von Hötzendorf już wcześniej próbował przekonać do swojego planu niemieckiego szefa Sztabu Generalnego Ericha von Falkenhayna, jednakże ten, wierząc w możliwość przełamania frontu na zachodzie, przez dłuższy czas odmawiał wsparcia sojusznika nowymi jednostkami.
W składzie 11 Armii nacierała austro-węgierska 12 Dywizja Piechoty, którą dowodził generał Paul Kestranek. Składała się ona w większości z żołnierzy narodowości polskiej – tworzące ją pułki piechoty liniowej rekrutowały żołnierzy z terenu Galicji (56 Pułk Piechoty z Krakowa i 57 Pułk Piechoty z Tarnowa). Z racji składu narodowościowego, a także siedziby sztabu jednostki przed wybuchem wojny, dywizja była nazywana „Krakowską”. Sukces 12 Dywizji, odniesiony w rejonie wzgórza Pustki, był w znacznej mierze zasługą dowodzącego artylerią dywizyjną pułkownika Ludwiga Riedla.

## Bitwa
O godzinie 6:00 rano 2 maja ponad tysiąc dział niemieckich i austriackich otworzyło ogień, ostrzeliwując pozycje nieprzyjaciela przez blisko 4 godziny. Rosyjska artyleria w tym czasie prawie nie odpowiadała, nie chcąc przedwcześnie zdradzić swoich pozycji. O godzinie 10 ostrzał artylerii przeniósł się na tyły Rosjan i do szturmu ruszyła piechota. Wtedy też okazało się, że przygotowanie artyleryjskie nie wszędzie odniosło zamierzony skutek. Na prawym skrzydle 11 Dywizja bawarska, atakująca wzgórza nad doliną Sękówki, poniosła ciężkie straty i dopiero pod wieczór, po kilku szturmach, opanowała pierwszą pozycję rosyjską. Dalej na północ z podobnymi trudnościami borykała się 119 Dywizja.
Bezpośrednio na Gorlice nacierał XLI Korpus generała Hermanna von François. Niemiecka piechota wdarła się na gorlicki cmentarz, lecz następnie ugrzęzła w walkach ulicznych. Dopiero ponowny parogodzinny ostrzał artyleryjski zmusił obrońców do kapitulacji.
Szczególnie ciężką walkę stoczono o wzgórze Pustki w Łużnej na Pogórzu Ciężkowickim. Szturmowała je austriacka 12 Dywizja Piechoty. Pierwsze dwie linie okopów sforsowano wprawdzie bez strat, lecz w dalszych, ukrytych w lesie i niezniszczonych przez ogień artyleryjski, Rosjanie stawili zaciekły opór, który przełamano dopiero około godziny 11:00 po walce na bagnety. Polskie pułki straciły blisko 900 żołnierzy.
Bilans pierwszego dnia był dla Państw Centralnych pomyślny. Na całym odcinku opanowano pierwsze pozycje obrony przeciwnika, do niewoli dostało się około 17 tysięcy żołnierzy rosyjskich, a drugie tyle poległo lub zostało rannych. Straty atakujących też były poważne, z samych jednostek niemieckich ubyło ponad 8 tysięcy żołnierzy.
3 maja armia niemiecko-austriacka zajęła Zagórzany, Kobylankę, Libuszę i Lipinki, nawiązano walkę o Biecz. Następnego dnia generał Radko Dimitrijew podjął ostatnią próbę poprawy położenia. Na południe od Biecza kontratakował odwodowy III Korpus Kaukaski, szczególnie ciężką walkę stoczono w rejonie Cieklina, gdzie rozbiciu uległo kilka batalionów niemieckich. Ostatecznie jednak wojska austriacko-niemieckie niemal wszędzie sforsowały drugą oraz słabo przygotowaną trzecią pozycję obrony. Był to moment przełomowy. 3 Armia rosyjska poniosła klęskę, jej front został przełamany. Naczelne dowództwo rosyjskie początkowo nie dawało wiary doniesieniom z frontu i nakazywało za wszelką cenę utrzymać linię Wisłoki, lecz okazało się to niemożliwe. 5 maja Niemcy osiągnęli Żmigród, 6 maja przekroczyli Wisłokę także na północ od Jasła.

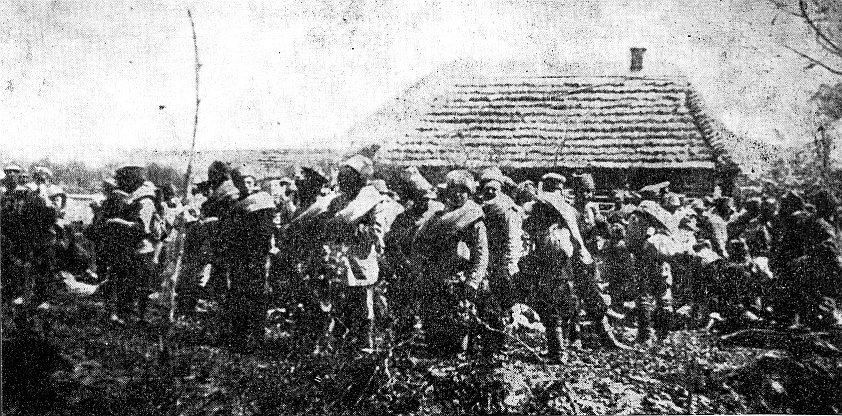
Jeńcy rosyjscy po bitwie

W następnych dniach rozpoczął się ogólny odwrót rozbitych wojsk rosyjskich z frontu karpackiego na linię Sanu i Dniestru. Padały kolejno Jasło, Tarnów, Krosno, Rzeszów. Do 12 maja wojska Państw Centralnych wzięły do niewoli 140 tysięcy żołnierzy rosyjskich, zdobyły 100 dział i 300 karabinów maszynowych. Wojska rosyjskie z wielkimi stratami wycofały się do 15 maja na linię: Nowe Miasto, Sandomierz, Przemyśl, Stryj. W następstwie operacja niemiecko-austriacka rozwijała się w formie kleszczy ściskających z północy (z Prus Wschodnich) i od południa (od Karpat) armię rosyjską w Galicji i Kongresówce.
Z końcem miesiąca wojska austriackie i niemieckie podeszły pod Przemyśl, który został zdobyty po krótkim oblężeniu 3 czerwca. Rosjanie desperacko próbowali powstrzymać natarcie Państw Centralnych, licząc na ich problemy z zaopatrzeniem, w szczególności z amunicją. Przysporzyło to jednak wyłącznie dodatkowych strat i doprowadziło do dalszej utraty zaufania carskich żołnierzy do swoich dowódców. Tym samym armia rosyjska została zmuszona do wycofania się z Galicji. 21 czerwca 1915 jednostki austro-węgierskiej 2 Armii, dowodzonej przez Eduarda Freiherr von Böhm-Ermolli wkroczyły do Lwowa. Dzień później Lwów został zdobyty. Moment ten można uznać za zakończenie nieomal rocznych zmagań o Galicję.
Dowództwo rosyjskie i dowództwo Frontu Południowo-Zachodniego nie zorganizowały kontrofensywy, posiadane rezerwy wprowadzano do walki stopniowo, co nie dawało pożądanego efektu.
Straty rosyjskie w bitwie to oprócz strat bezpowrotnych około 500 tysięcy żołnierzy w niewoli i strata 344 dział.
Bitwa gorlicka była przełomowym wydarzeniem na froncie austriacko-rosyjskim i złamała w znacznej mierze rosyjską inicjatywę zaczepną. Armia carska nigdy już nie zagroziła centrum monarchii austro-węgierskiej i nigdy nie zbliżyła się nawet do terenów Beskidu Niskiego.

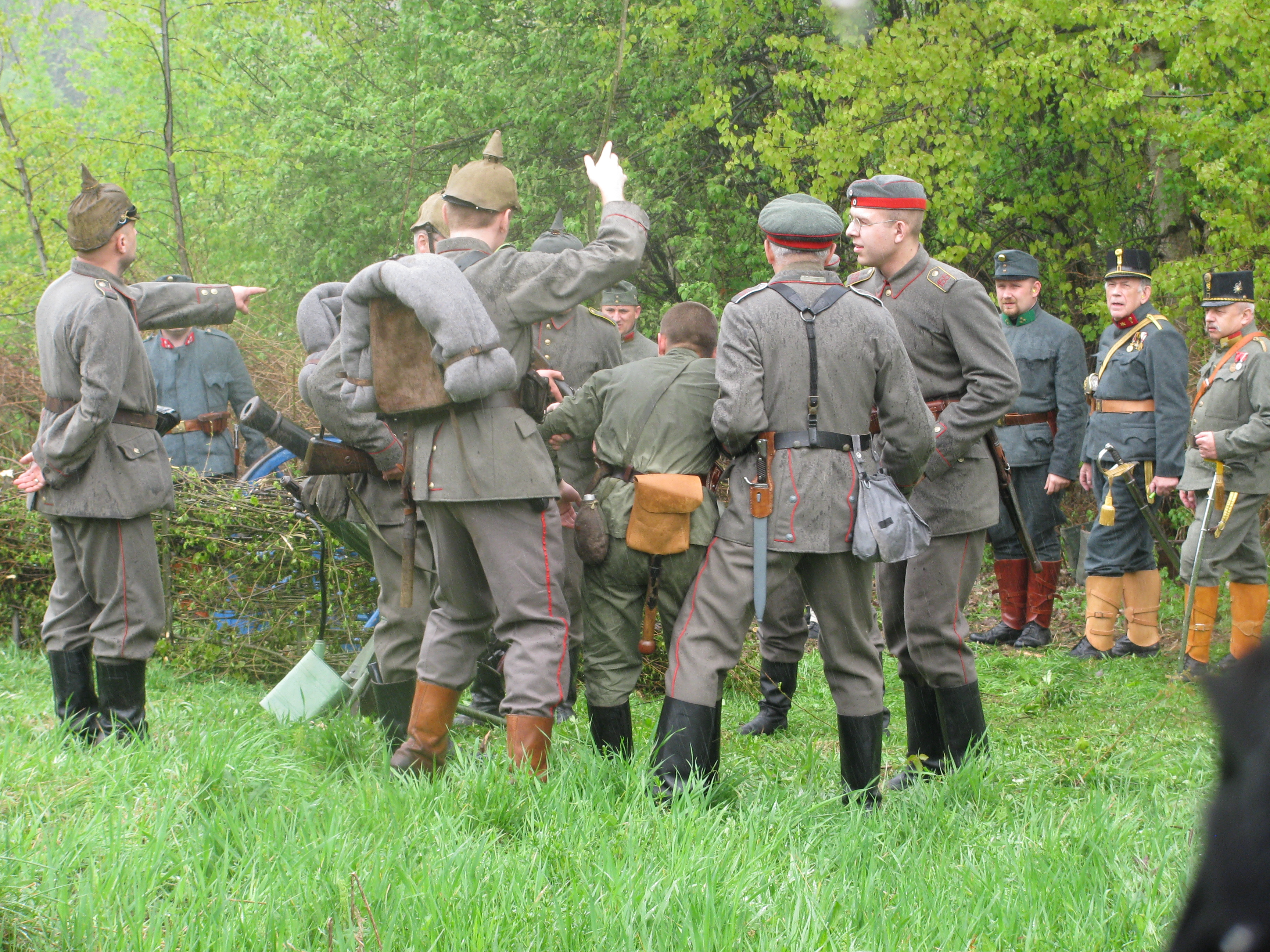
Rekonstrukcja bitwy gorlickiej w Sękowej

## Inscenizacja bitwy
Począwszy od 2010 roku pod koniec kwietnia w Sękowej odbywa się rekonstrukcja bitwy pod Gorlicami. W inscenizacji uczestniczą grupy rekonstrukcyjne z kraju i zagranicy.

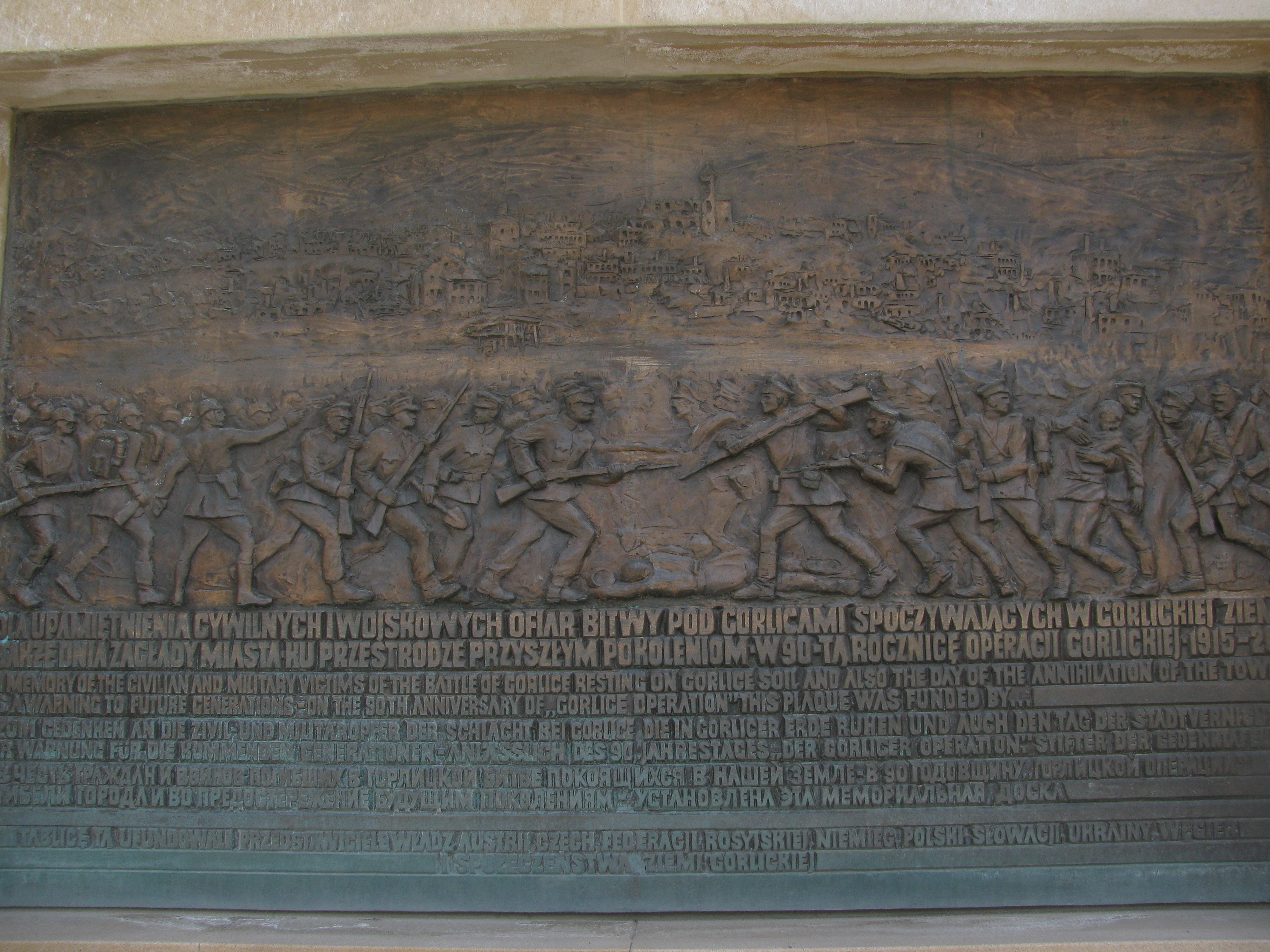
Tablica upamiętniająca bitwę gorlicką w Gorlicach